# كيتاجيما
كيتاجيما (باليابانية: 北島町) هي بلدية في اليابان، وبلدة في اليابان، تقع في توكوشيما، بلغ عدد سكانها 22,629  نسمة وذلك حسب إحصائيات سنة 2018، تبلغ مساحتها 8.74 كيلومتر مربع.